# شهرستان ایزابلا (میشیگان)
شهرستان ایزابلا، میشیگان (به انگلیسی: Isabella County, Michigan) یک سکونتگاه مسکونی در ایالات متحده آمریکا است که در میشیگان واقع شده‌است.